# طاهرآباد (پردیس)
طاهرآباد، مرکز دهستان طاهرآباد و روستایی از توابع بخش بومهن شهرستان پردیس در استان تهران ایران است.

## جمعیت
این روستا در دهستان طاهرآباد قرار دارد و براساس سرشماری مرکز آمار ایران در سال ۱۳۹۵، جمعیت آن ۳۲۰ نفر (۱۰۷ خانوار) بوده‌است.